# 春屋妙葩
春屋妙葩（しゅんおく みょうは、応長元年12月22日〈1312年1月31日〉- 元中5年/嘉慶2年8月12日〈1388年9月12日〉）は、室町時代の臨済宗の禅僧である。夢窓疎石の許で得度受戒し、夢窓の晩年には夢窓を支えるなど、夢窓派の中心として活動した。室町幕府の帰依を得て臨済宗相国寺の第二世となるが事実上の開山国師。五山版の刊行など五山文化の発展に寄与した。ほかに天龍寺や臨川寺の住職となる。春屋は道号、別号に芥室、不軽子など。諡号は知覚普明国師。

## 略伝
応長元年12月22日、甲斐国（山梨県）の生まれ。7歳のときに母方の叔父である夢窓疎石のもとで侍童となり、15歳のときに出家、具足戒を受けた。翌年には、南禅寺住持となった夢窓疎石を追って京都に移り、元翁本元の湯薬侍者となった。
夢窓疎石が鎌倉に移ったため、春屋も嘉暦2年 (1327年) に鎌倉へ移った。鎌倉瑞泉寺で修行を積むなどし、建武2年 (1335年) まで鎌倉に住した。鎌倉では、竺仙梵僊のもとで偈頌や印刷事業、梵唄を学んだ。建武2年に再び京都に戻った後は、南禅寺で典座、維那を務め、秉払を行うなど夢窓の有望な弟子として禅僧の経験を積んだ。足利尊氏・直義兄弟によって天龍寺が造営された際には、住持の夢窓とともにその運営に深くかかわったとされる。貞和元年 (1345年) には、夢窓から「春屋」の道号を授かった。このころ悟得したとされる。康永元年(1342年)、真如寺住持の就任を高師直から請われるも辞退した。
夢窓の晩年時には傍で夢窓を支えており、観応2年 (1351年) に夢窓が再度天龍寺の住持に任命された際には、寺務は春屋が代行した。夢窓の没した後は夢窓の行実を記した『年譜』や、法話・追憶談をまとめた『西山夜話』を編纂し、さらに天龍寺で夢窓疎石七周忌の仏事を執り行った。
春屋は禅院の再興にも能力を発揮した。延文3年 (1358年) に天龍寺が炎上した際には、義堂周信と共にその再興を成功させた。康安元年 (1361年) に臨川寺が全焼した際にも、春屋は臨川寺の住持となりその復興を果たした。貞治5年 (1366年) 7月には、南禅寺造営の大勘進として同寺の造営に関わっている。翌年、再度天龍寺が炎上した際も、同寺の復興に当たった。また、周防国では守護大内盛見に請われ、当時退転していた永興寺の再興に力を貸し、同寺は春屋派の僧が住持となる徒弟院となった。
夢窓疎石の没後は、春屋と春屋の法兄である龍湫周澤が夢窓派の中心となった。延文3年に足利基氏が夢窓の弟子10人の鎌倉派遣を望んだ際には、龍湫と協力し、義堂周信などを鎌倉へ送ることで関東夢窓派の基盤を築いた。
室町幕府に対しては五山第一の南禅寺楼門（山門）新築を提言した。当初幕府は楼門建設の援助をしたが、南禅寺と紛争状態であった園城寺がこれに抗議、比叡山の門徒もこれに加わり楼門撤去や妙葩の配流を求め、紛争は延暦寺衆徒の強訴にまで発展した。この強訴の結果、応安元年 (1368年) 11月には南禅寺住持定山祖禅が遠江国へ配流された。
しかし、なおも衆徒は楼門撤去を主張し再び入京、乱闘も生じたため、応安2年 (1369年) に管領の細川頼之は楼門を撤去させた。楼門撤去に反発した春屋は天龍寺住職を辞して嵯峨勝光庵に退去した。頼之は春屋との和解のために会談を求め、春屋を南禅寺住持職に招じたが、春屋はこれを拒絶した。そのため、頼之は龍湫周澤を南禅寺住持に任じ、春屋は丹後国雲門寺に隠棲することとなった。その後、頼之は春屋門徒230名あまりの僧籍剥奪を行い、弟子の多くは逃散した。
雲門寺での春屋は詩作にふけっていたほか、明使が来日した際には弟子を介して交流を図り、書簡や詩を交わした。この時に作られた詩や書簡などは『雲門一曲』という書にまとめられ伝わっている。その後、康暦元年 (1379年) の康暦の政変で頼之が失脚した後に入京し、南禅寺住職として復帰する。このとき春屋は頼之が失脚する直前に丹後を出立しており、政変への関与も考えられている。
復帰後は3代将軍足利義満の帰依を受け、康暦元年10月10日、全国の禅林を統括する初代僧録に任じられた。同年、義満は嵯峨宝幢寺を開山、春屋は同寺の住持となり、寿塔として建立された鹿王院を与えられた。さらに義満は相国寺を創建すると妙葩に開山第一世を請じたが、妙葩はこれを固辞。やむなく師の夢窓疎石を開山始祖とし、妙葩は第二世住持となった。康暦元年冬には、内裏道場にて後円融天皇が春屋から受衣し、春屋は後円融天皇から智覚普明国師号を授かった。
嘉慶2年 (1388年) 8月12日、鹿王院において示寂した。
春屋は五山版の刊行なども行い五山文化の発展に寄与した。出版した書は『五家正宗贊』『宗鏡録』のほか、歴代祖師らの語録や祖録、外典に及んだ。また多くの弟子を育て、彼らは幕府の東アジア外交に深くかかわった。

## 外交との関係
春屋が任じられた僧録は、室町幕府の外交とも関係があり、貞治6年 (1367年) 、高麗使が来日した際には、僧録の肩書で高麗への公式の返書を書いている。これは当時、室町幕府が東アジアの国家間外交に、正式には参加できなかったため、僧侶の立場であった春屋が返書の作成を担わなければならなかったためだと考えられている。
また、春屋の門派や法嗣で幕府外交に携わった人物としては、特叟周佐、絶海中津、厳中周噩、元容周頌などが知られている。

## 著述・編纂物
- 『年譜』（または『夢窓国師年譜』とも）

- 『西山夜話』

- 『雲門一曲』：丹後に滞在していた春屋およびその弟子たちと、日本を訪れた明使たちが交わした詩文や書簡を集めたもの[35]。

- 『智覚普明国師語録』8巻：春屋没後に汝霖良佐、周祐、昌秀らによって編まれた。当初は開版されなかったが、宝永２年 (1705年) に普明国師三百年忌を記念して出版された[36]。

## 肖像画
- 『春屋妙葩頂相』 吉山明兆筆 光源院所蔵